# Промессия
Проме́ссия (от итал. promessa — «обещание»), или криома́ция, — гипотетический метод избавления от человеческих останков. Предлагался в 1997 году шведской компанией, но успешных избавлений произведено не было, и компания в 2015 году была ликвидирована.

## Технология
Тело умершего человека охлаждается до −18 °C в течение 10—11 дней. Затем погружается в жидкий азот, в котором оно становится очень хрупким. При помощи вибрации специально подобранной амплитуды ставшие хрупкими останки разрушаются до порошкообразного состояния. Получившийся прах помещается в вакуумную камеру, где вся вода удаляется из останков методом холодного испарения. После этого из праха сепаратором удаляется весь металл, при необходимости проводится дополнительная дезинфекция, а затем останки помещаются в ящик из кукурузного крахмала и неглубоко закапываются в землю. Все останки и ящик полностью разлагаются уже через 6—12 месяцев, практически не нанося вреда окружающей среде. Обычно над захороненным ящиком с останками высаживается дерево, для которого прах становится органическим удобрением.